# 足ケ瀬駅
足ケ瀬駅（あしがせえき）は、岩手県遠野市上郷町細越にある、東日本旅客鉄道（JR東日本）釜石線の駅である。
当駅の標高は473メートルであり、釜石線で一番高い。

## 歴史
当駅を含む区間は1914年（大正3年）4月18日に岩手軽便鉄道が遠野 - 仙人峠間で開通させた。当初は当駅は開設されなかったが、翌1915年（大正4年）11月23日に開業した。そのころは762ミリメートル特殊狭軌の軽便鉄道であった。また、岩手軽便鉄道の中間区間での工事が難航して東側で部分開業をしたため、東線として孤立した区間で運行していたが、花巻 - 仙人峠の全線が完成したのは当駅の開設と同じ1915年（大正4年）11月23日のことであった。
1936年（昭和11年）8月1日に国有化されて国鉄の駅となった。その後は国鉄標準の1,067ミリメートル軌間への改軌工事が進められた。また、三陸海岸方面へは当駅の1つ東の仙人峠駅が終点で、険しい仙人峠を徒歩で越えて釜石鉱山鉄道へ連絡しなければならない状態が長く続いており、国有化後はこの仙人峠を越える連絡鉄道の建設も始められた。この鉄道は仙人峠駅から先に延伸するのではなく、当駅から分岐して栗ノ木峠を足ヶ瀬トンネルでくぐって上有住駅を経由し、そこからさらに土倉峠の下を土倉トンネルでくぐって仙人峠の東側斜面へ降りていくものであった。しかし第二次世界大戦の戦局悪化に伴い労働力や資材が不足して改軌および連絡鉄道の工事は一旦中止となった。
1948年（昭和23年）9月にアイオン台風によって山田線が大きな被害を受けると、三陸海岸方面への鉄道連絡を早期に回復させるために釜石線の工事が再開されることになり、12月に再着工した。1950年（昭和25年）10月10日に、仙人峠を越える区間が完成して釜石線が全通するとともに、遠野 - 足ケ瀬間の改軌工事が完成し、全区間を1,067ミリメートル軌間の列車が運転されるようになった。これに伴い、当駅と仙人峠駅の区間はその前日限りで廃止となった。

### 年表
- 1914年（大正3年）
  - 4月18日：足ケ瀬給水所として開設[6]。
  - 10月25日：給水所から足ケ瀬信号所に改める[6]。
- 1915年（大正4年）11月23日：開業[2]（信号所から駅に昇格）[6]。
- 1936年（昭和11年）8月1日：岩手軽便鉄道の国有化により国鉄釜石線の駅となる[2]。
- 1944年（昭和19年）10月11日：国鉄釜石東線の開業に伴い、所属の路線名が釜石西線に変更となる[5]。
- 1950年（昭和25年）10月10日：仙人峠までの区間が廃止となり、代わりに上有住経由の新線が開業する[5]。以西の1,067ミリメートル軌間への改軌工事が完成する[5]。全通により再び釜石線の駅となる[5]。
- 1962年（昭和37年）11月1日：貨物の取り扱いを廃止[6]。
- 1984年（昭和59年）2月1日：荷物の扱いを廃止[6]。
- 1987年（昭和62年）4月1日：国鉄の分割民営化により、東日本旅客鉄道の駅となる[5][6]。
- 1993年（平成5年）10月1日：CTC化により無人化[3]。足ケ瀬駅長が廃止され、遠野駅長管理下となる。
- 2018年（平成30年）6月1日：遠野駅の業務委託化に伴い、北上駅長管理下となる。
- 2024年（令和6年）10月1日：えきねっとQチケのサービスを開始[1][7]。

## 駅構造
島式ホーム1面2線を持つ列車交換可能な地上駅で、北上駅管理の無人駅である。横取を有する。

### のりば
| ホーム | 路線    | 方向 | 行先           |
| ------ | ------- | ---- | -------------- |
| 駅舎側 | ■釜石線 | 下り | 釜石方面       |
| 反対側 | ■釜石線 | 上り | 花巻・盛岡方面 |

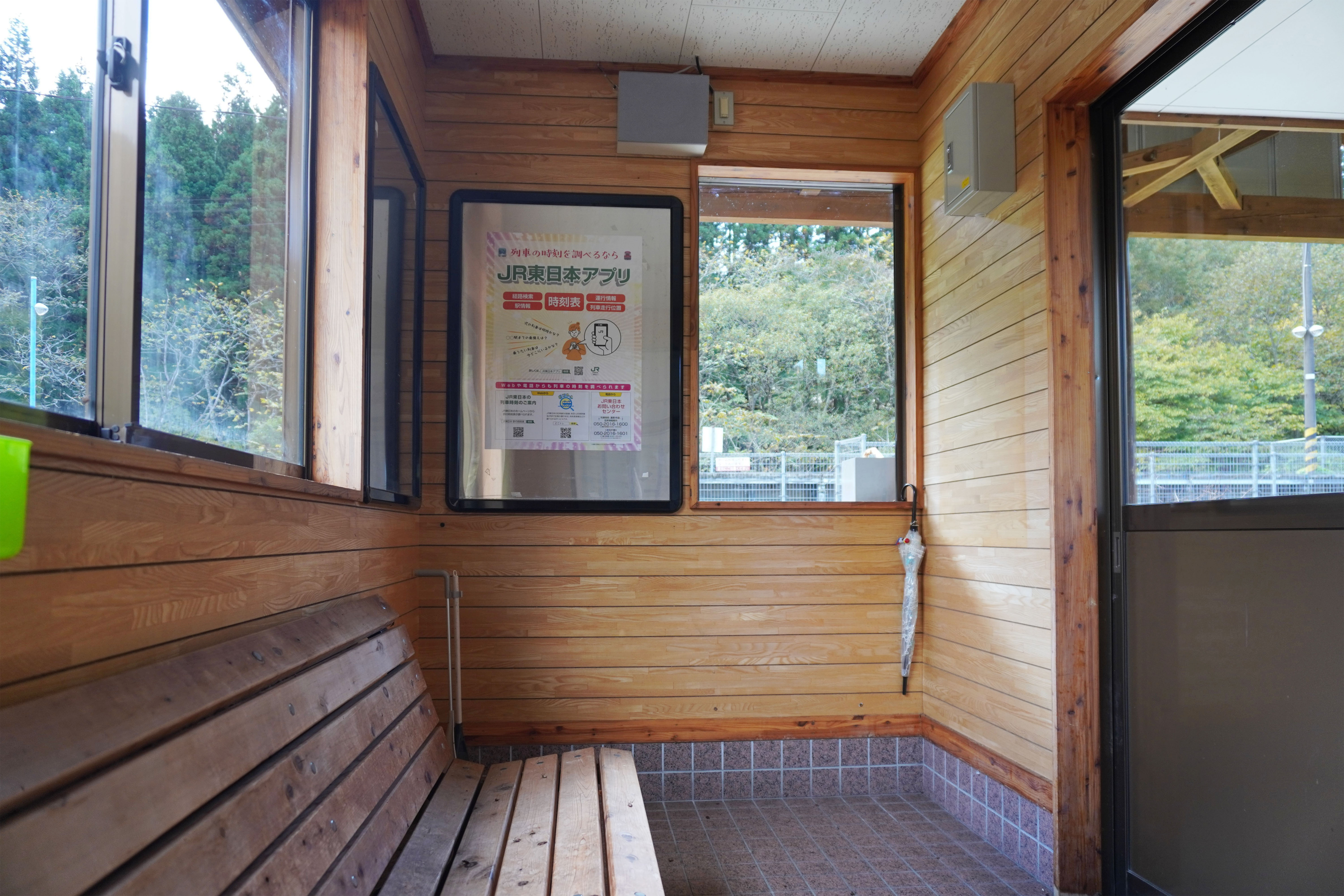
待合室（2023年10月）
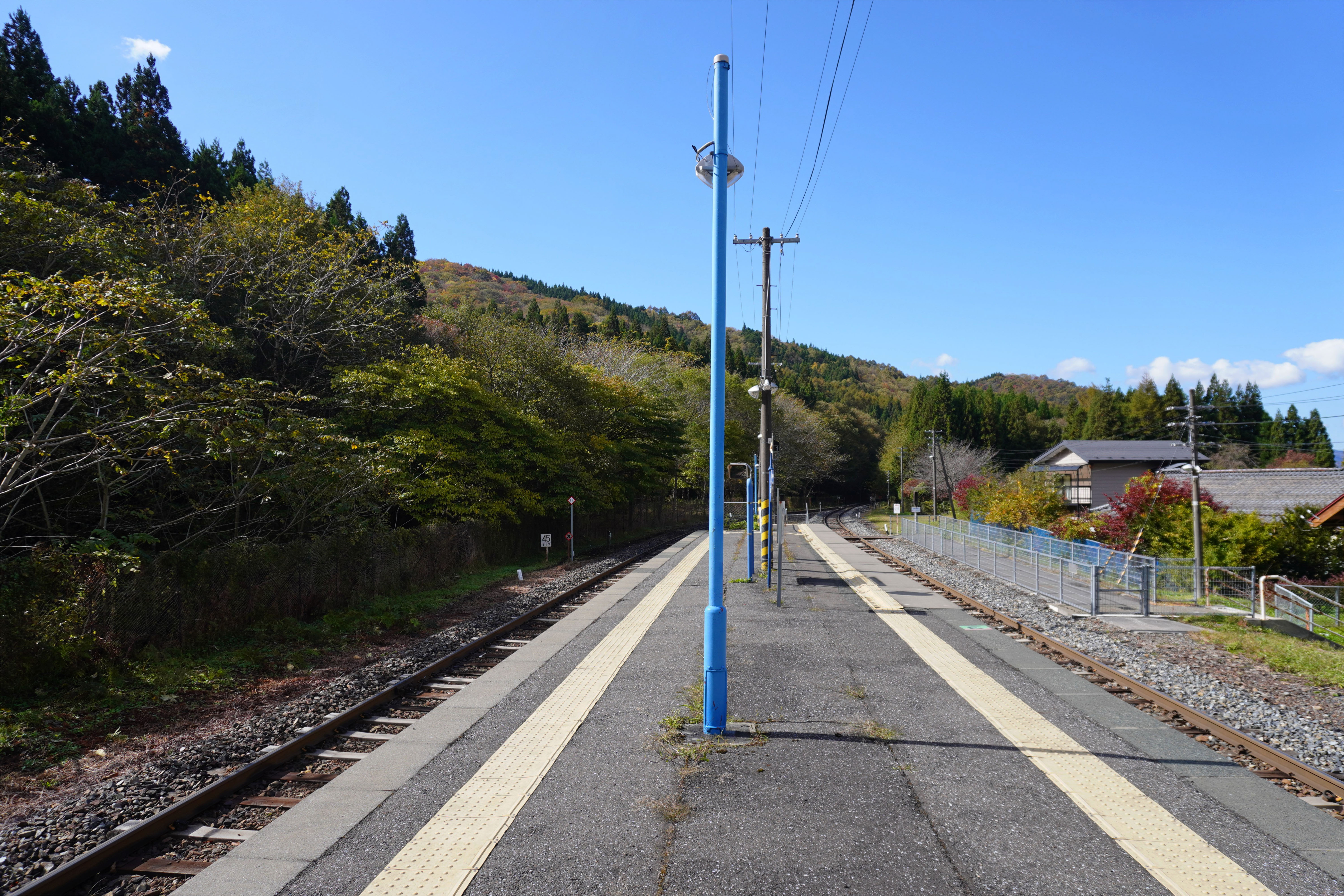
ホーム（2023年10月）
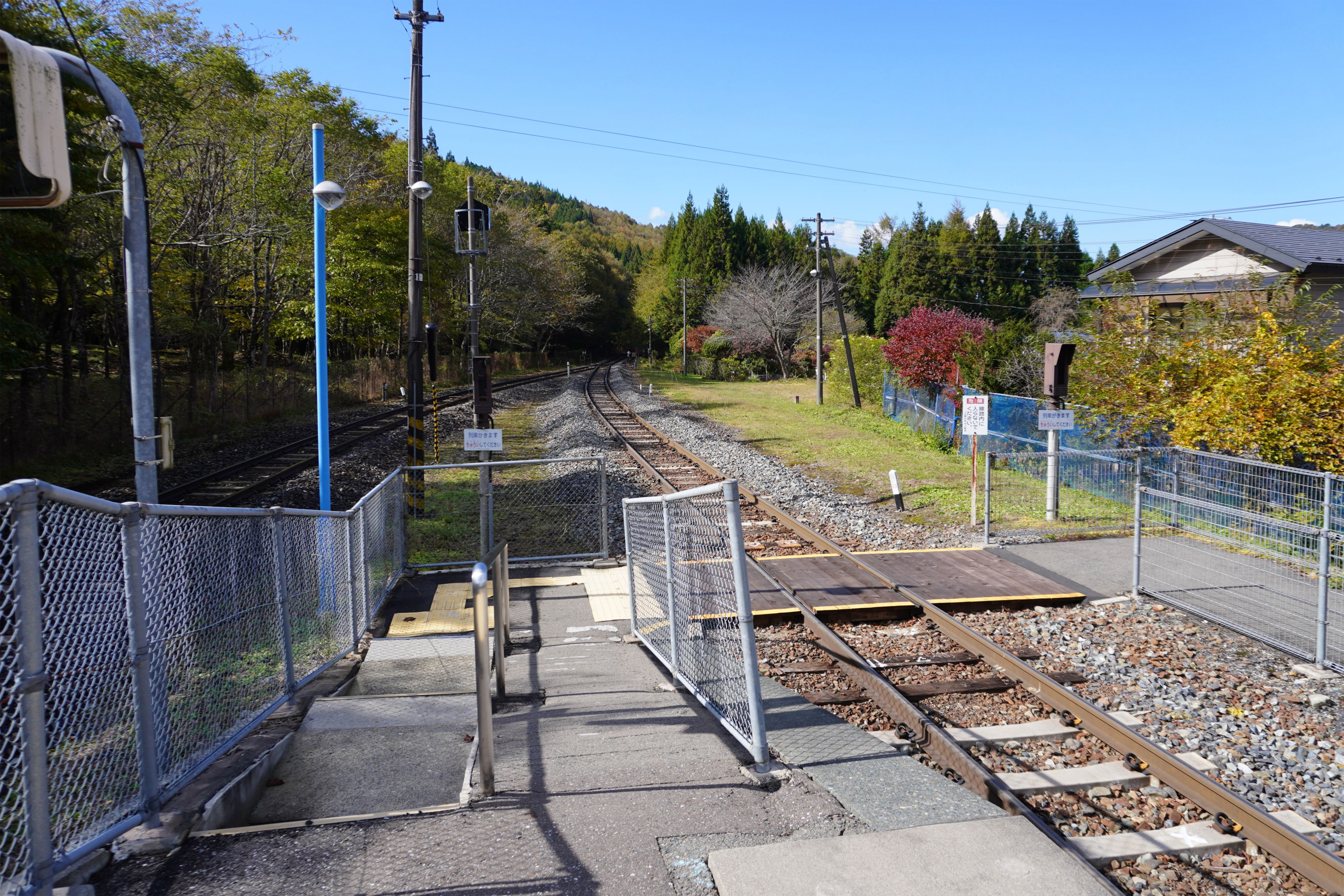
構内踏切（2023年10月）

## 駅周辺
周辺から数百メートルに民家が数軒ある。
- 国道283号

## その他
- エスペラントによる、「Montopasejo（モントパセーヨ：峠）」という愛称がついている。
- 時刻表では通過扱いになっている定期観光列車のSL銀河が、車両点検などのため当駅に6 - 7分運転停車する。

## 隣の駅
東日本旅客鉄道（JR東日本）
■釜石線
□快速「はまゆり」
通過
■普通
平倉駅 - 足ケ瀬駅 - 上有住駅

### 廃止区間
1950年（昭和25年）10月10日に廃止された。
日本国有鉄道
釜石西線
足ケ瀬駅 - 仙人峠駅